# 1566

## Родени
- Марко Антун де Доминис, хърватски философ и учен
- 12 август – Изабела-Клара Испанска

## Починали
- 26 април – Диана дьо Поатие, френска благородничка
- 2 юли – Нострадамус, френски астролог
- 5 септември – султан Сюлейман Великолепни